# Ansitz Oberplanitz

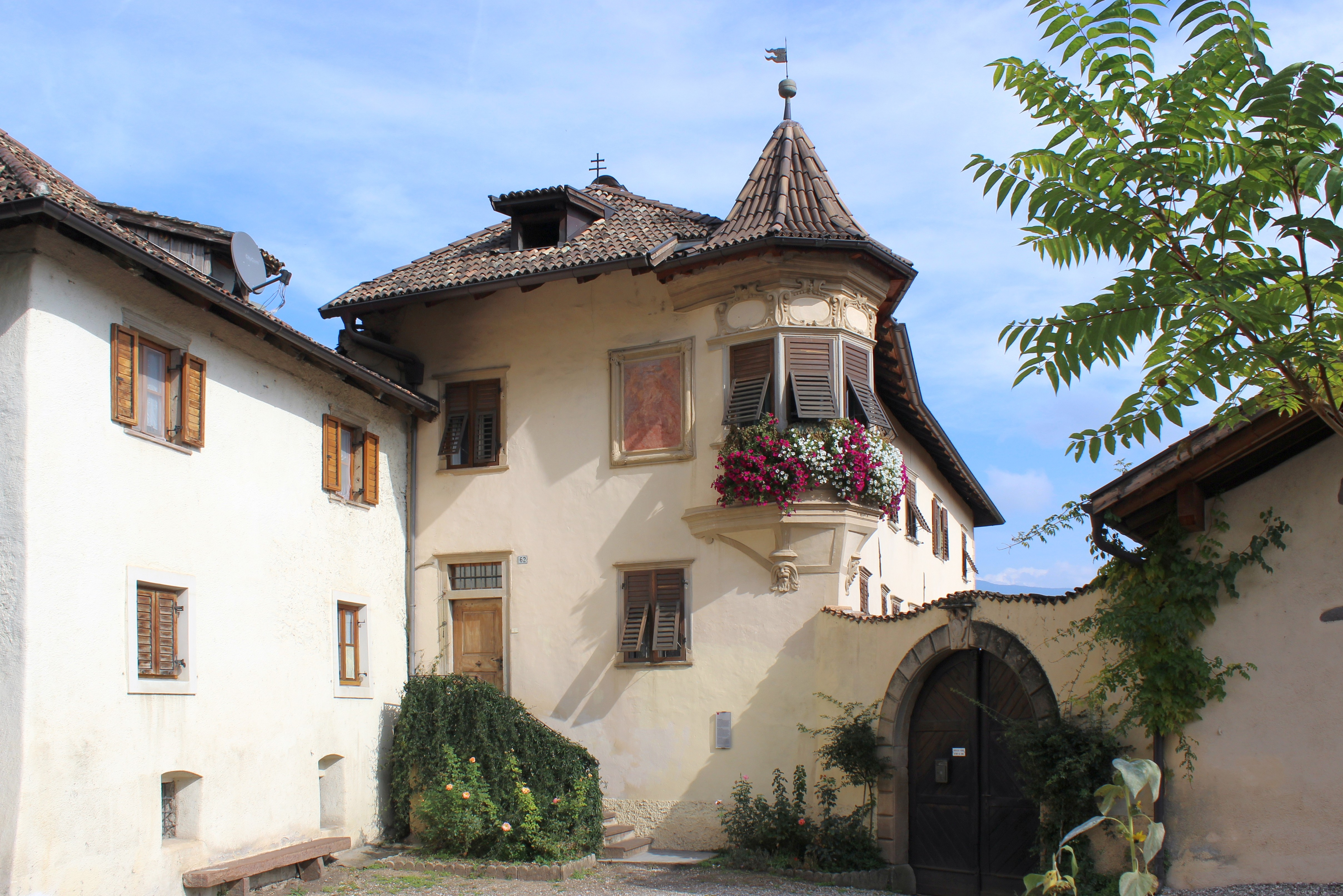
Ansitz Oberplanitz

Ansitz Oberplanitz, auch Strengherrenhof bzw. Wohlgemuth, ist ein alter Edelsitz in Oberplanitzing, einem Ortsteil der Gemeinde Kaltern in Südtirol.

## Geschichte

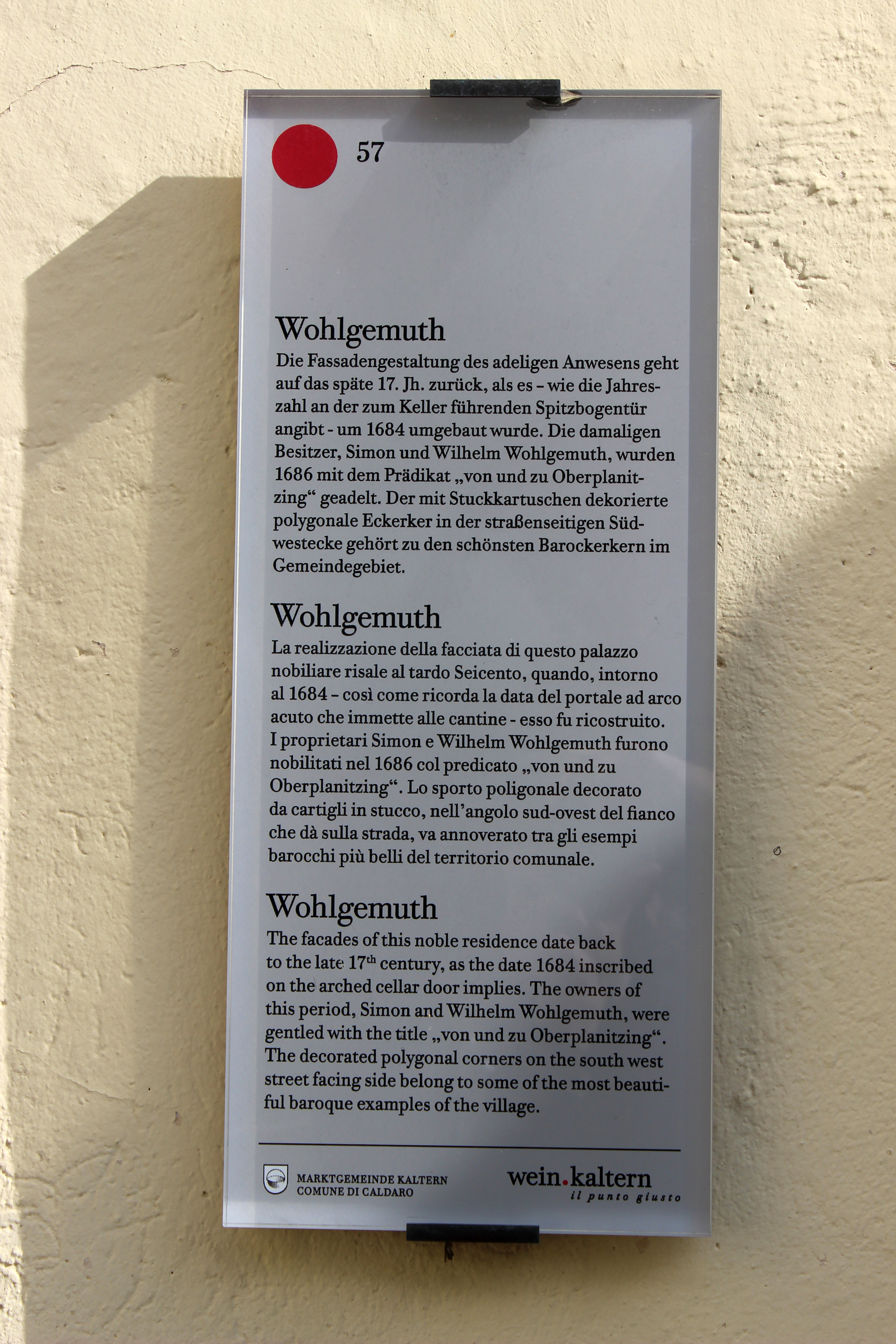
Infotafel

Das Anwesen besaß seit Anfang des 16. Jahrhunderts die Familie Wohlgemuth von Oberplanitzing. Am 22. Juli 1576 erhielt Gabriel Wolgemueth von Oberplanitz einen Wappenbrief. Kaiser Rudolf II. verlieh am 30. Juni 1606 in Prag dem Hofsekretär des Markgrafen Karl von Burgau sowie Stadt- und Landrichter von Gries und Bozen Peter Wolgemuet das Prädikat „von Oberplanitzing“ und erteilte eine Wappenbesserung. 1684/86 erfolgte ein Um- oder Neubau. Da Peter kinderlos starb, wurde der Adel 1686 auf seine Großneffen Simon und Wilhelm Wohlgemuth übertragen. Seit dem 18. Mai 1951 steht das Gebäudeensemble unter Denkmalschutz. Heute dient der sogenannte Strengherrenhof als Hotel mit Ferienzimmern und Apartments. Zum Anwesen gehört ein eigener Weinberg.

## Beschreibung
Der Ansitz im Überetscher Stil mit polygonalem Erker an der Südwestseite stammt im Wesentlichen aus der zweiten Hälfte des 17. Jahrhunderts. Mehrere Innenräume sind mit einer Stuckdecke verziert, der mittlere Saal besitzt eine Kreuzgratgewölbe.